# Loi suédoise sur les prénoms
Lire en ligne

(sv) riksdagen.se

La loi suédoise sur les prénoms est une loi obligeant les parents à soumettre le nom qu'ils souhaitent donner à leurs enfants aux autorités, représentées par le agence suédoise des impôts (sv) (Skatteverket), afin de déterminer si un nom est recevable ou non.
Une première ordonnance, promulguée en 1901, avait pour but principal d'empêcher les familles non nobles de donner à leurs enfants des noms de familles nobles. Modifiée à plusieurs reprises, cette ordonnance a été suivie par une loi en 1963, puis une seconde loi en 1982. La dernière version date de 2017.
Un prénom est considéré comme non-recevable s'il peut constituer une infraction, causer une gêne au porteur ou s'il n'est pas adapté pour « une raison évidente ».

## Contestations
En 1991, Elisabeth Hallin et Lasse Diding, des parents suédois, avaient choisi de ne jamais donner de nom à leur enfant, en guise de protestation contre la loi suédoise concernant les prénoms. Cependant, comme, au cinquième anniversaire de l'enfant, il n'avait toujours pas de nom, un tribunal de Halmstad, dans le sud de la Suède, a prononcé en 1996 une peine d'amende de 5 000 couronnes suédoises (environ 525 €) à l'encontre des parents s'ils ne donnaient pas rapidement un nom à leur enfant.
En réponse à ce que les parents ont interprété comme une menace, ils ont soumis le nom Brfxxccxxmnpcccclllmmnprxvclmnckssqlbb11116 (prononcé Albin), de 43 lettres, en justifiant que ce nom était un « développement expressionniste qu'ils considéraient comme une création artistique » et qu'il avait une interprétation pataphysique. Le tribunal a désapprouvé et maintenu l'amende.
Les parents ont ensuite proposé le nom A, qu'ils prononçaient encore Albin, mais la cour a rejeté une seconde fois le nom[réf. nécessaire].
Une autre famille avait souhaité nommer son enfant « Metallica » en hommage au groupe éponyme, mais ce nom fut d'abord considéré comme « inapproprié » et refusé. Toutefois, après un recours, un juge l'a accepté en 2007 au motif qu'une femme suédoise le portait déjà comme deuxième prénom.
En 2009, l'administration fiscale suédoise a refusé d'autoriser un couple à nommer leur fils « Allah ». La décision était fondée sur le fait que le nom pouvait être considéré comme répréhensible pour des raisons religieuses et que certaines personnes pourraient s'offusquer d'un tel nom. Au 4 janvier 2024, 172 personnes vivant en Suède avaient Allah comme prénom (ou deuxième prénom) et quatre personnes en Suède avaient Allah comme nom de famille.